# Sint-Lambertuskerk ('s-Gravenvoeren)
De Sint-Lambertuskerk is een kerkgebouw in 's-Gravenvoeren in de Belgische gemeente Voeren in Limburg.
De kerk is de parochiekerk van het dorp en is gewijd aan Sint-Lambertus.
Op zo'n 350 meter naar het zuidwesten staat de Nagelboom van 's-Gravenvoeren.

## Opbouw
Het gebouw is een pseudo-basilica en bestaat uit een voorstaande westtoren, een driebeukig schip met vijf traveeën en een koor met twee rechte traveeën en driezijdige sluiting. Het koor het het schip zijn opgetrokken in classicistische stijl en de toren is opgetrokken in Rheno-mosaanse stijl. De vierkante toren is gebouwd met mergelsteen en heeft drie geledingen die van elkaar gescheiden worden door waterlijsten. In de bovenste geleding heeft men rondbooglisenen aangebracht met daarbinnen op iedere zijde van de toren twee smalle rondboogvormige galmgaten. De toren wordt bekroond door een ingesnoerde naaldspits die gedekt is met leien. Het schip en het koor zijn opgetrokken in baksteen met een kalkstenen plint. Verder zijn de hoekbanden en de omlijstingen van de vensters in kalksteen opgetrokken. In de westelijke travee aan de noordzijde bevindt zich een rondboogportaal met een rechthoekige omlijsting van geblokt kalksteen en met een geprofileerde druiplijst afgelijnd. De sluitsteen hier draagt het jaartal 1786 en boven het portaal heeft men een gesmeed ijzeren kruis geplaatst van het type "Goesens". Het schip en het koor worden gedekt door zadeldaken van leien.
In de kerk wordt de middenbeuk van de zijbeuken gescheiden door middel van een rondboogarcade op zuilen. De middenbeuk wordt overwelft door een tongewelf met gordelbogen die worden gedragen door een gekorniste kroonlijst. Boven de zijbeuken bevindt zich een vlakke zoldering. Boven het koor bevindt zich een half koepelgewelf op gordelbogen.

## Geschiedenis
In de 14e eeuw werd de huidige romaanse toren gebouwd.
In de periode 1782-1786 werd de kerk gebouwd op basis van het ontwerp van J.B. Cogels.
Tot in de jaren 1930 bevond zich ten noorden van de kerk een kerkhof. Tegenwoordig is daar een parkeerplaats gelegen.